# Pheidole floridana
Pheidole floridana är en myrart som beskrevs av Carlo Emery 1895. Pheidole floridana ingår i släktet Pheidole och familjen myror.

## Underarter
Arten delas in i följande underarter:
- P. f. aechmeae
- P. f. antoniensis
- P. f. ares
- P. f. deplanata
- P. f. floridana
- P. f. stomachosa
- P. f. tillandsiarum

## Bildgalleri

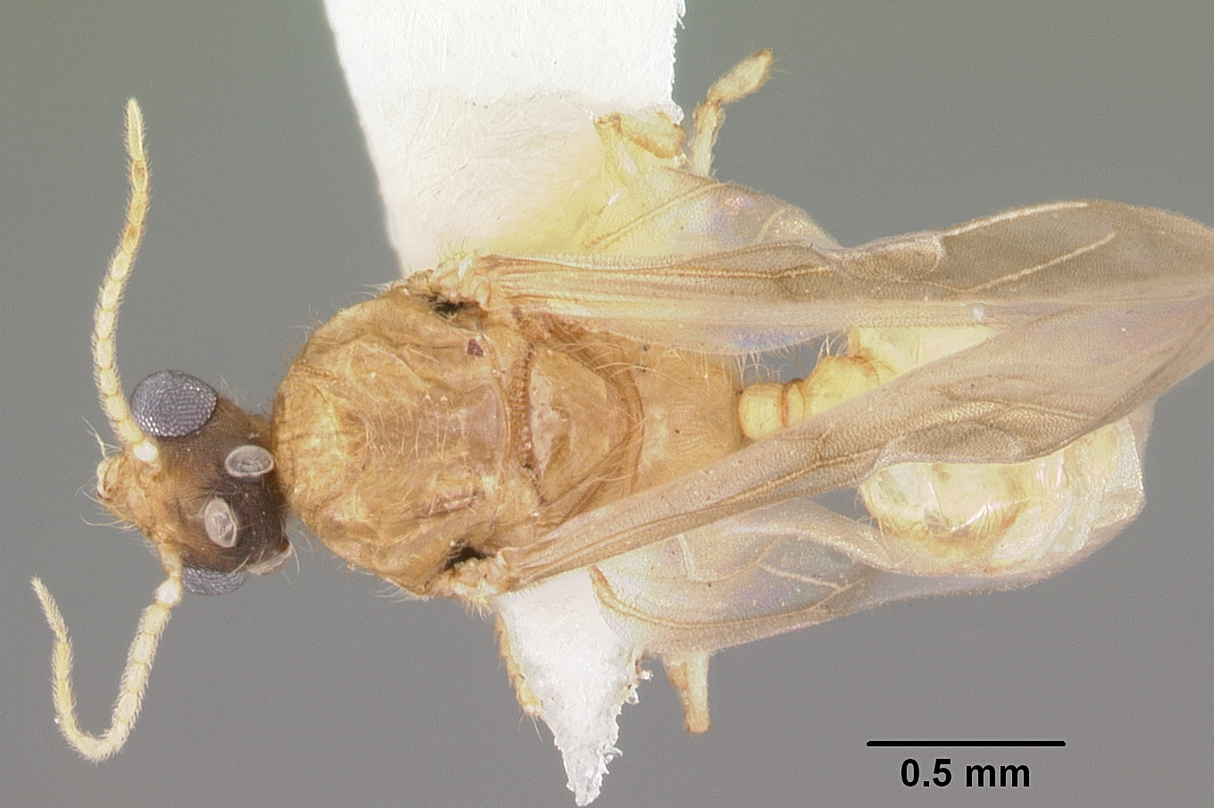
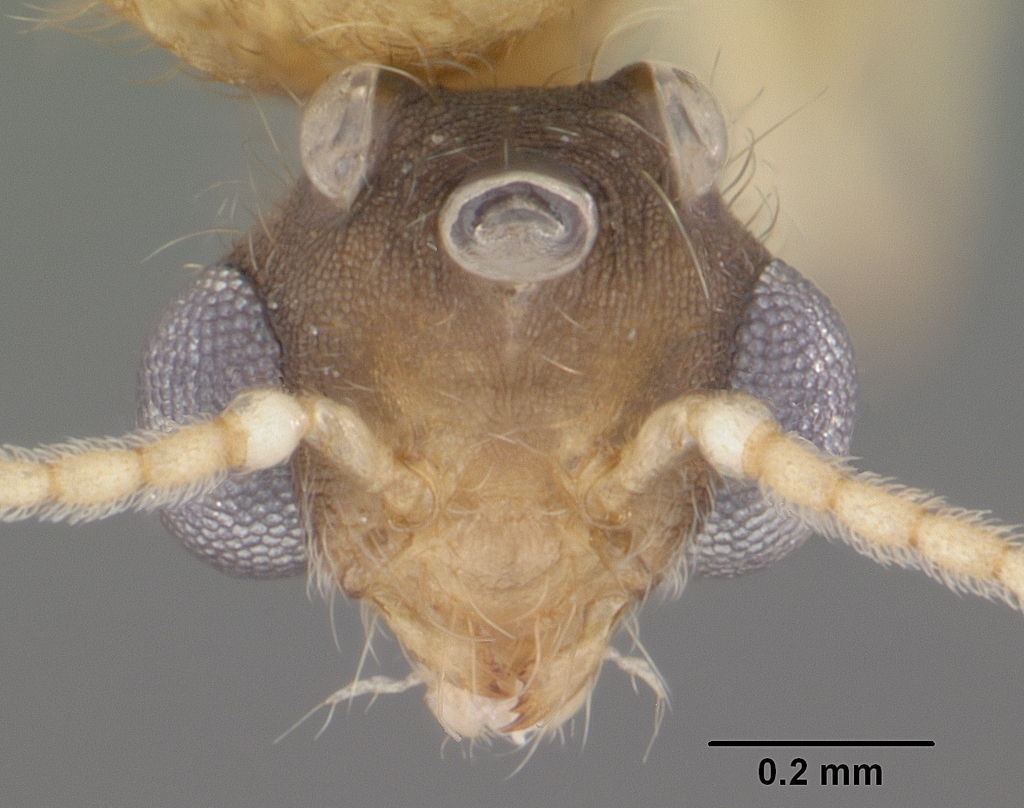
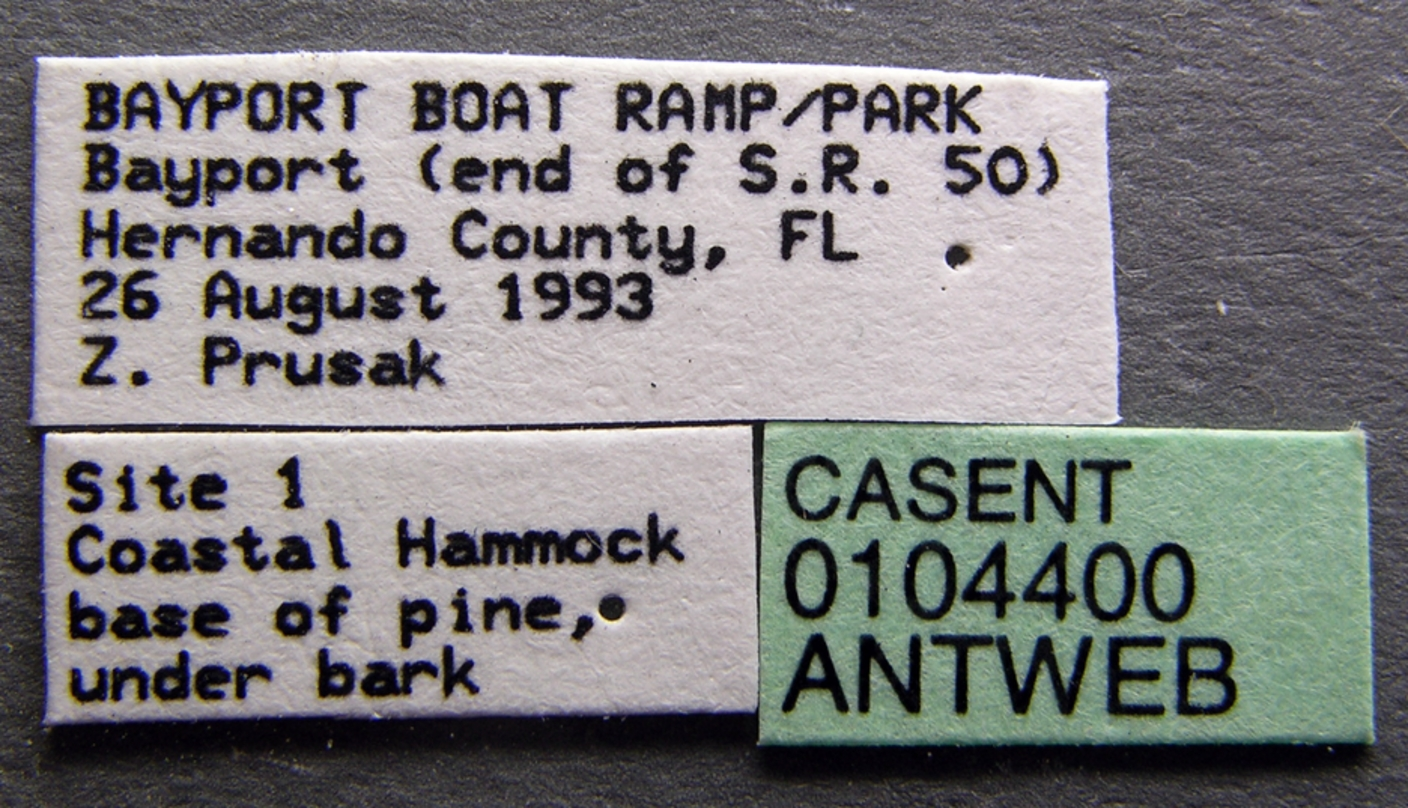
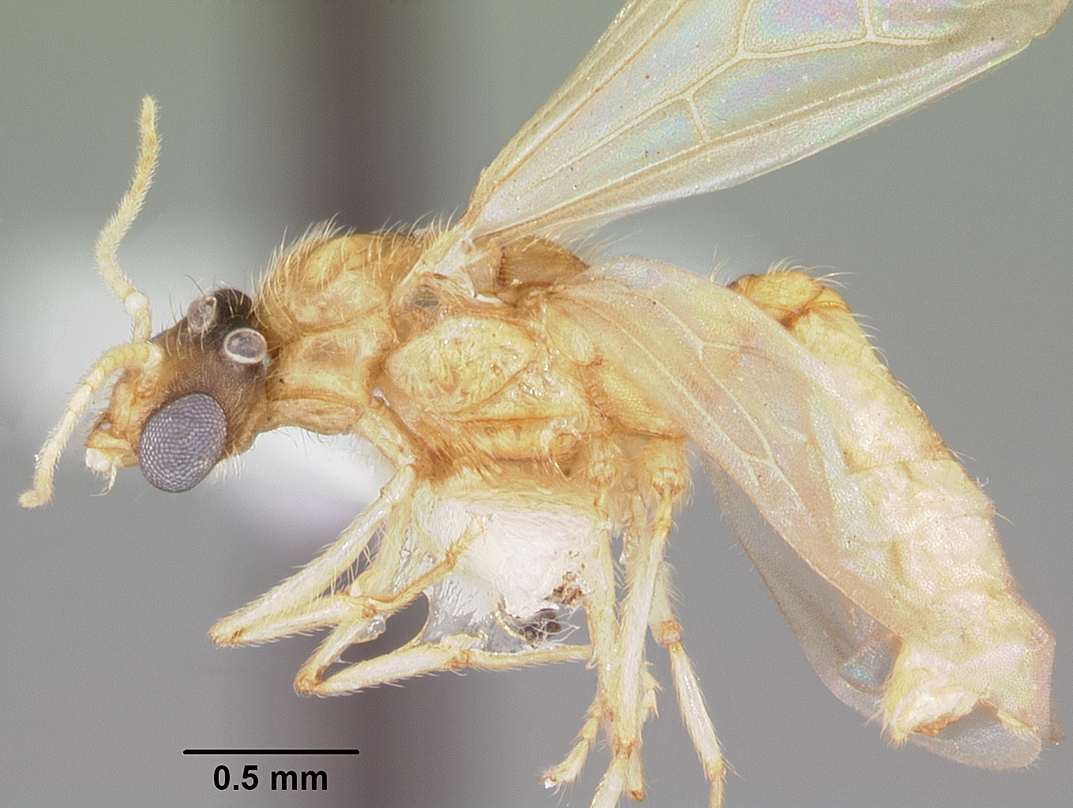
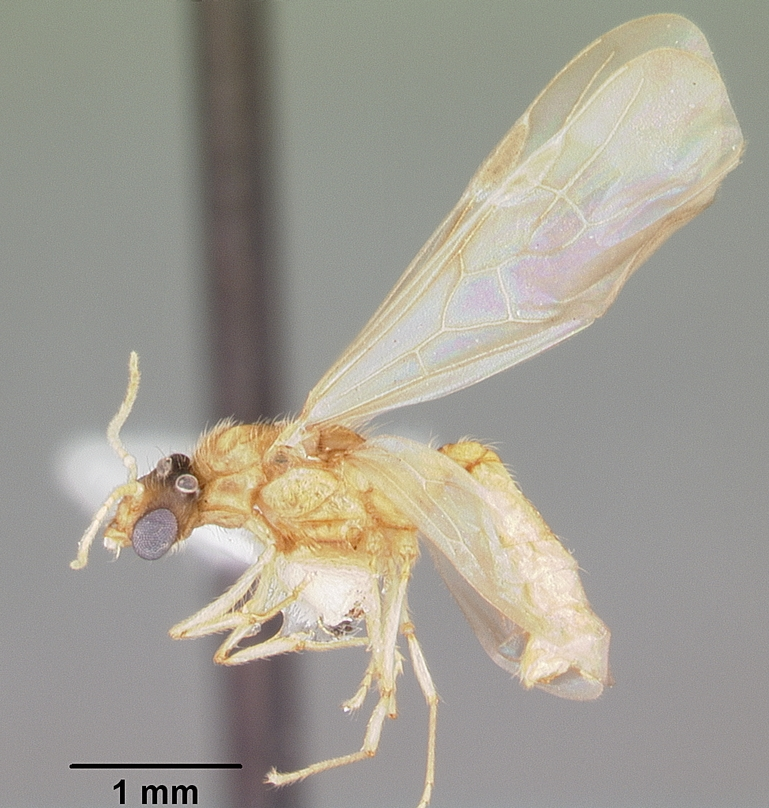
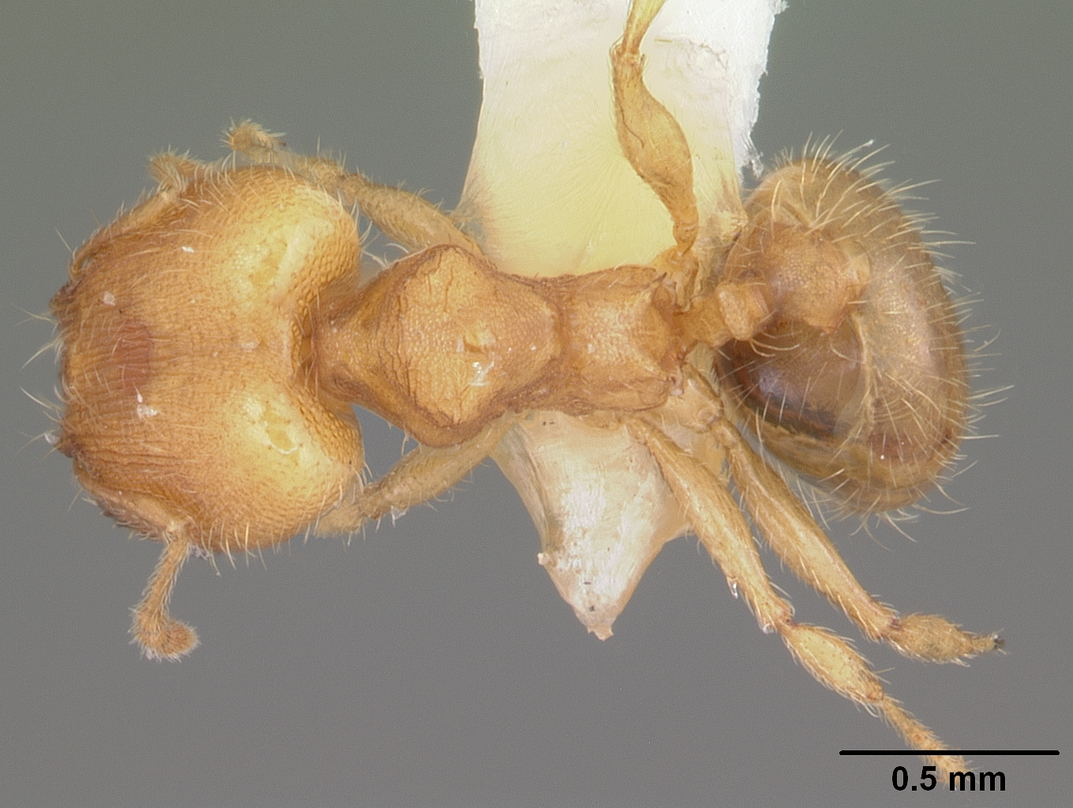